# Robson Jorge
Robson Jorge da Costa Britto (Rio de Janeiro, 23 de abril de 1954 — Rio de Janeiro, 19 de dezembro de 1992) foi um músico brasileiro conhecido por ser cantor, produtor, compositor, arranjador, tecladista e guitarrista. 
Se notabilizou pela sua parceria com o arranjador e tecladista Lincoln Olivetti. 
Contribuiu para diversos gêneros musicais das décadas de 1970 e 1980 no Brasil com arranjos, composições, produções e execuções como instrumentista em diversos álbuns musicais, trilhas sonoras de novela e shows.
Junto com Lincoln Olivetti, Mauro Motta, Waltel Branco e entre outros músicos, fez arranjos para diversos artistas da música popular brasileira, dentre eles: Xuxa, Tim Maia, Gal Costa, Caetano Veloso, Marina Lima, Rita Lee, Roberto Carlos, Zizi Possi, Jorge Ben Jor, Maria Bethânia, Ney Matogrosso, Marcos Valle.
Além de trabalhos com artistas internacionais como Ana Belén, Jon Lucien e Luther Vandross.

## Carreira

### Início na música: 1960-1970
Começou na música com um violão feito pelo seu tio. Conforme entrevista cedida por seu filho, Robson Jorge Jr., ao livro "Heróis da Guitarra Brasileira", Robson Jorge apresentava desde criança um prodígio musical.
Ao ser matriculado em aulas de piano, a qual depois de três aulas a tutora de piano alegou a mãe de Robson  que "[...] não precisava mais ensinar nada, pois o mesmo tocava absurdamente bem". 
Ainda em mesma entrevista, o mesmo afirma que o violão de Robson apresentava marcas de uso intenso, devido à prática intensiva de seu violão.
Robson Jorge começou a se apresentar em programas de TV infantis como Capitão Furacão da TV Globo.
Começou a tocar em bailes do subúrbio do Rio de Janeiro, junto com seu irmão Renato Britto, tendo rápida passagem pelo Instituto Villa-Lobos de música.
Aos 13 anos de idade já era conhecido por seu talento ao violão, ainda quando o mesmo estudava na escola municipal Rivadávia Corrêa, conforme relatos de Mauro Motta.
Robson não sabia ler e escrever música em partituras no começo da carreira e aprendia as músicas de ouvido. 

### Iniciando a carreira como músico de estúdio, músico de apoio e compositor: 1970-1976

#### Rock Grain - Explosão da Juventude: 1971
Uma de suas primeiras gravações como artista, foi com a banda Rock Grain, no álbum "Explosão da Juventude", tocando teclado na banda. 
Com foco em covers de músicas americanas e composições próprias na lingua inglesa, a banda apresentava um line up de músicos com pseudônimos em inglês, como era uma norma na primeira metade dos anos 70.
O albúm foi gravado em estúdio com efeitos de transição e ovacionamento de um show ao vivo público para dar a impressão que o albúm fora gravado ao vivo. 
A banda ainda contou com Paulinho Guitarra na guitarra solo e teve o seu lançamento em 1971 no Brasil e 1973 na Venezuela. O albúm foi gravado pelo selo Square Records. 
Tanto Robson quanto Paulinho Guitarra viriam se tornar membros da banda de apoio de Tim Maia, com a qual Robson Jorge viria trabalhar até o ano de 1976 durante a fase do álbum Tim Maia Racional.

#### Tony & Frankye: 1971
Ainda no ano de 1971 com produção de Raul Seixas, gravou como músico de estúdio de Tony Bizarro em seu primeiro álbum "Tony & Frankye", tocando guitarra e assumindo a co-autoria da faixa "Canção de Esperar Você".
Em 1973, como músico de estúdio, tocando contrabaixo elétrico, com o cantor e compositor Cassiano em seu álbum "Apresentamos nosso Cassiano" junto com seu irmão Renato Britto na bateria. 

### Carreira solo e primeiro sucessos como compositor e arranjador: 1976-1977
Em 1976 após a fase Racional é contratado como artista pela CBS. 

#### 1976
Com direção artística de Jairo Pires e produção de Carlos Lemos, grava o compacto duplo intitulado "Robson Jorge" com as canções: "Viver Depois", "Tudo Bem", "Penso Em Dizer Que Te Amo" e "Procure Amar".
A gravação realizada em São Paulo nos Estúdios Reunidos contou com a banda Azymuth e com arranjos de Waltel Branco além das cantoras Jussara Lourenço e Jurema Lourenço (do Trio Ternura) e Tony Bizarro no coro. 
No mesmo ano compõe com Mauro Motta as canções "Fim de Tarde" e "Eu Preciso te Esquecer" interpretadas pela cantora Cláudia Telles. 
Na CBS trabalha como arranjador e músico de estúdio em trabalhos de artistas como Rosa Maria, e Jorginho do Império 
Ainda meados de 1976 nas dependências da gravadora CBS conhece o tecladista e arranjador Lincoln Olivetti. 

#### 1977
Em 1977 lança o seu único disco solo também homônimo ainda pela CBS, no qual gravou diversas composições próprias e co-escritas com outros músicos e compositores como Lincoln Olivetti e Ronaldo Barcellos. 
O álbum contou com 10 faixas tendo canções como "Tudo Bem" e "Sorriso Falso". Contou com uma orquestra de cordas e um naipe de metais, além de músicos como Paulo César Barros, Hermes Contesini, Ariovaldo Contesini,Picolé e Renato Britto
Apesar da divulgação do disco em bailes de Soul e Funk, a gravadora não decidiu investir na carreira de Robson Jorge por não achar que ele era atraente o suficiente.

## Parceria com Lincoln Olivetti
Junto com Lincoln Olivetti trabalham no álbum "Neste Inverno" de Tony Bizarro marcando o inicio da parceria de sucesso como arranjadores.
Juntos arranjam e executam com outros artistas do casting da CBS como Alma Brasileira, Hyldon, Ed Carlos, Jerry Adriani, Claúdia Telles e entre outros.

#### Trilhas Sonoras para filmes e novelas
Gravaram trilhas sonoras instrumentais para filmes como Rio Babilônia, de Neville d'Almeida de 1982 e Menino do Rio lançado em 1981de Antônio Calmon.
Para as novelas da Rede Globo como Baila Comigo, Plumas e Paetês, Dancin' Days, Feijão Maravilha e Mandala.

#### Robson Jorge e Lincoln Olivetti
Em 1982 sob a direção de Max Pierre gravaram o álbum "Robson Jorge e Lincoln Olivetti" com intuito de fazer uma série de música instrumental a ser lançado pela Som Livre, de vários artistas como Márcio Montarroyos.
Apesar de ser um álbum focado na música instrumental era tocado nas rádios e em bailes na época de seu lançamento.
O disco tornou-se uma referência internacional, a ponto de ser tocado por DJs internacionais e ser um dos vinis raros mais caros da música brasileira.

## Criticas e reclusão
Apesar de todo o sucesso e reconhecimento, Robson Jorge junto de seu parceiro Lincoln Olivetti, sofreram diversas críticas negativas no auge de sua produtividade, sendo acusados de "pasteurizar" o som pelo uso constante do sintetizador e estilizar diversos artistas de diversos gêneros.
Mesmo com o respeito de artistas do nível de Tim Maia e Gilberto Gil, as críticas levaram tanto Robson e Lincoln, a se retirarem para o trabalho em estúdio com poucas aparições públicas. 
No ano de 1993, logo após sua morte, Robson ainda sofreria críticas por conta de sua obra musical no jornal O Globo ao lado da reportagem "A guitarra do Toque Final" de Daniel Stycer e pelo crítico musical Carlos Albuquerque no artigo "MPB e Rock pasteurizados".

## Controvérsias sobre a morte
Robson Jorge que tinha problemas com o alcoolismo e a depressão, vindo a falecer em 22 de dezembro de 1992, conforme confirmado por Robson Jorge Jr. (filho de Robson Jorge) em um comentário do Facebook, sendo a causa da morte cirrose.
Mas segundo o produtor e baixista, Alexandre Kassin em entrevista cedida para o site WaxPoetics, o baixista afirmou que "Robson morreu a caminho de casa depois de um dia de gravação no ano de 1992 e apesar da morte do músico, a imprensa brasileira não deu muito valor ao fato. A qual se comportou de maneira bastante ofensiva".
Entretanto, conforme noticia do jornal O Globo com o titulo "A Guitarra do Toque Final" de Daniel Stycer (publicada no dia 14 de janeiro de 1993) "Robson veio a falecer na Casa de Caridade de Araruama, tendo sido internado diversas vezes nos meses antecedentes à sua morte, sendo a causa principal cirrose e complicações causadas por ruptura de variz do esôfago, uma forte hemorragia e morte durante endoscopia em 19 de dezembro de 1992 (como consta no periódico)."

## Estilo Musical e equipamentos
Geralmente creditado como guitarrista e tecladista, era considerado por Lincoln Olivetti o mais criativo da dupla.
O pouco que se sabe sobre a educação musical de Robson Jorge, é que ele teve uma educação musical não formal e tocava puramente de ouvido. Aprendeu a tocar piano com Mauro Motta e dentro de um ano dominou técnica superando o próprio Mauro Motta que tinha formação em piano.
Apesar das limitações de conhecimentos teóricos, Robson Jorge é considerado um músico extremamente criativo por todos com quem trabalhou.
No decorrer de sua carreira, Robson Jorge tocava bateria, guitarra, contrabaixo elétrico, teclado e piano.
Dentre seus equipamentos, podemos citar as guitarras Fender Stratocaster, Gibson Les Paul Firebrand e Rickenbacker 330. Na capa do álbum "Apresentamos Nosso Cassiano" é possível ver Robson usando um contrabaixo elétrico Fender Precision Bass.
Além de instrumentos de cordas, Robson tinha proeminência em instrumentos de tecla como Piano, Teclados e Sintetizadores. Sendo os mais famosos Minimoog, Piano Rhodes, Oberheim OB-X, Korg PolySix, Piano Yamaha CP-80, Júpiter 8, Piano Dynomy e Yamaha DX7.
É notável e perceptível o uso de linhas melódicas de scats dobrados com linhas de guitarras, remetendo o Guitarrista de jazz norte-americano George Benson.
Apresentava influência e domínio da música black norte-americana como o jazz fusion, soul, boogie, city pop e o funk.

## Discografia

#### Albúns e Compactos
- 1976 - Robson Jorge [30]
- 1981 - Os Temas Instrumentais da Novela Baila Comigo com Robson e Lincoln [31]
- 1977 - Robson Jorge [32]
- 1982 - Robson Jorge & Lincoln Olivetti [33]
- 1983 - Babilônia Rock [34]
- 1983 - Directory [35]
- 1984 - Lincoln Olivetti & Robson Jorge [36]
- 2022 - The MM Sessions - Vol. 1 [37]

#### Singles
- 1979 - "Nada Importa" [38]